# Anopheles lounibosi
Anopheles lounibosi är en tvåvingeart som beskrevs av Gillies och Maureen Coetzee 1987. Anopheles lounibosi ingår i släktet Anopheles och familjen stickmyggor.
Artens utbredningsområde är Kenya. Inga underarter finns listade i Catalogue of Life.